# 203.º Regimiento de Instrucción Aérea
El 203º Regimiento de Instrucción Aérea (203. Flieger-Ausbildungs-Regiment) unidad militar de la Luftwaffe durante la Segunda Guerra Mundial.

## Historia
Formada en 1941(?). Disuelta en 1945(?).